# Allison Balson
Allison Balson (Los Angeles, 19 novembre 1969) è un'attrice e cantautrice statunitense.

## Biografia
Allison Balson ha ottenuto il valedictorian al suo liceo, successivamente ha conseguito una laurea presso la Princeton University e un master presso il Trinity College di Dublino, in Irlanda.
Iniziò a recitare nel film TV Una guida per la donna sposata (1978) e nelle serie CHiPs e Quincy, ma il suo ruolo più famoso è quello di Nancy Oleson in La casa nella prateria, che interpretò dal 1981 al 1983. 
Nel 1987 apparve nel film La leggenda del cavallo bianco. Una delle sue canzoni, I Wonder, è stata inserita nella colonna sonora dello stesso film. Nel 2005 ha registrato e  pubblicato un CD in edizione limitata.

## Filmografia

### Cinema
- Incubo infernale (The Hearse), regia di George Bowers (1980)
- Troppo belle per vivere (Looker), regia di Michael Crichton (1981)
- La leggenda del cavallo bianco (Bialy Smok), regia di Jerzy Domaradzki e Janusz Morgenstern (1987)
- Best Seller, regia di John Flynn (1987)
- Broken Blood, regia di Derek Wayne Johnson (2013)

### Televisione
- Una guida per la donna sposata (A Guide for the Married Woman), regia di Hy Averback (1978) - film TV
- The Life and Times of Eddie Roberts - serie TV, 2 episodi (1980)
- Quincy - serie TV, 1 episodio (1981)
- CHiPs - serie TV, 1 episodio (1981)
- La casa nella prateria (Little House on the Prairie) - serie TV, 33 episodi (1981-1983)
- La casa nella prateria: ricordando il passato (Little House: Look Back to Yesterday), regia di Victor French (1983) - film TV
- La casa nella prateria: la scomparsa di Rose (Little House: Bless All the Dear Children), regia di Victor French (1984) - film TV
- La casa nella prateria: l'ultimo addio (Little House: The Last Farewell), regia di Michael Landon (1984)
- ABC Afterschool Specials - serie TV, 1 episodio (1986)